# Piața Romană (métro de Bucarest)
Piața Romană est une station de la ligne M2 du métro de Bucarest en Roumanie. Elle est située sous boulevard Lascăr Catargiu, au sud-est de la place Romaine dans le quartier Cotroceni du secteur 1 de Bucarest. 
Elle est mise en service en 1988.
Exploitée par Metrorex elle est desservie par les rames de la ligne M2 qui circulent quotidiennement entre 5 h 0 et 23 h 0 (heure de départ des terminus). À proximité des arrêts d'autobus sont desservis par de nombreuses lignes.

## Situation sur le réseau
Établie en souterrain, la station est située sur la ligne M2, entre les stations Piața Victoriei, en direction de Pipera, et Universitate, en direction de Berceni.

## Histoire
La station a été mise en service le 28 novembre 1988. Elle a une histoire particulière car prévue sur les plans d'origine, elle a été refusée par Elena Ceaușescu mais des travaux ont été quand même réalisés en secret lors de la création de la ligne car les responsables étaient convaincu qu'une station à cet endroit s'imposerait après la mise en service de l'exploitation. Les espaces créés étaient cachés derrière les murs qui longeaient les voies. Lorsque la décision de créer une station devint officielle les murs furent percés mais il n'était plus possible, du fait de la nature du sol et des immeubles situés au-dessus, d'agrandir la surface de la plateforme. C'est pour cette raison qu'elle est la seule station avec des quais très peu larges.

## Service des voyageurs

### Accueil
La station dispose de deux bouches au sud-est de la place Romaine sur le boulevard Lascăr Catargiu. Des escaliers, ou des ascenseurs pour les personnes à mobilité réduite, permettent de rejoindre la salle des guichets et des automates pour l'achat des titres de transport.

### Desserte
À la station Piața Romană la desserte quotidienne débute avec le passage de la première rame, partie du terminus le plus proche à 5 h 0 et se termine avec le passage de la dernière rame, partie du terminus le plus éloigné à 23 h 0.

### Intermodalité
Des arrêts de bus situés à proximité sont desservis par les lignes 126, 168, 226, 368, 381, 783,  N117 et N119.